# 協奏曲 (電視劇)
《協奏曲》是一齣2009年推出的台灣電視劇，2009年1月28日至2009年3月10日間每星期一至星期四晚間10時（台灣時間）於台視主頻道播出。

## 劇情大綱
浩瀚建設總裁袁瀚生（傅雷飾），她的掌上明珠袁喆（吳佩慈飾），從學生時代即暗戀著同父異母的弟弟袁浩（彭于晏飾）的家教馮尚寧（李威飾），而袁瀚生的續絃周崇蘭（陳誼飾）竟有勾引馮尚寧的企圖，親媽的作為讓袁浩羞憤的離家出走，此時，一個好傻好天真的小女孩高苓（劉品言飾），出現在袁浩的生命中，原本各自獨奏的故事，就此開始響起…。 
袁喆遠赴美國求學，與左亞夫（陳宇凡飾）相戀並育有一子，但彼此卻陰錯陽差的分離了；多年後，袁喆回到台灣，發現馮尚寧已失志地離開浩瀚集團，當年浩瀚同事兼好友的梁亦誠（白吉勝飾） 卻不放棄他，認為馮尚寧仍是袁喆的最愛，也是浩瀚最佳的駙馬爺人選，梁亦誠的一頭熱，招惹了冤家毛家敏（路嘉欣飾），而馮尚寧的感情世界則周旋在袁喆與高苓間，對馮尚寧而言，與馮尚羽（東明相飾）重拾兄弟情，也是另一個人生課題…。
每個人的生命樂章，包括家人都是從各自的獨奏開始，一路上會遇上不同的獨奏者，怎樣才能讓獨奏的二人、三人奏出幸福的協奏曲呢？

## 角色介紹

### 主要演員
| 角色及 | 演員   | 介 紹 |
| 高 苓  | 劉品言 | 設計師 樂觀熱情，卻又帶點傻氣的女孩。父母意外雙亡後，幾近破產的她為了要保住父母留在小屋的幸福感，而誓言要守住小屋的一切。為了小屋，她必須拚命工作，才能償還貸款，雖然辛苦，但她總是勇往直前。浩瀚集團不斷收購高苓家週邊的山坡地，終於只剩下不為利益所動的高苓…她成了名副其實的釘子戶，各方的壓力和浩瀚勢在必得的決心，都讓她遭受很大的壓力，而等著要在這片山坡地上創造設計傳奇，野心勃勃的馮尚寧，更因此闖入了高苓的簡單人生。日子非常艱困，高苓依然有著樂觀熱情的信念，覺得天底下沒有不可能的事，只要能保住小屋，只要還能活著，再困難的工作也毫不猶豫的去嘗試。一次陰錯陽差的誤會，離家出走的浩瀚少東袁浩進駐了高苓的生活。初期，袁浩的驕縱和高苓的貪財，在兩人之間形成極大的衝突，但從來沒有想受過家庭溫短的袁浩，卻在高苓身上，找到了非常人性的關懷，兩人由對立而相愛。但是，少東和釘子戶的戀情，勢必會被拆散；在發現自己意外懷孕的同時，高苓也要面對袁浩離開的事實。但是，堅決要有個家的高苓，還是勇敢的產下袁浩的小孩，並獨力扶養女兒－沅沅。五年後，高苓輾轉進入左岸空間規劃公司上班，與早熟懂事的沅沅相依為命，她和馮尚寧再次相遇，卻發覺不可一世的馮尚寧竟然變成落魄的建築工人。熱心的高苓，想要改變馮尚寧的消沉，但是馮尚寧的身邊，還有一心希望他成為浩瀚駙馬爺的公主袁喆；而馮尚寧的弟弟，也對高苓展現了好感。在愛情，親情，事業交纏的人生中，高苓該如何面對自己的命運？ |
| 袁 浩  | 彭于晏 | 浩瀚建設公司王子 看似桀驁不馴叛逆自我、內心卻渴望親情溫暖的富家公子。身為浩瀚集團的未來接班人，袁浩被父母安排唸建築系，俊秀的外表與顯赫的身家，讓袁浩成為大學女生競相仰慕的目標。一點都不快樂的袁浩，和父母的關係十分疏離，和他最親密的同父異母姐姐～袁喆，又遠走國外，和袁浩為伴的，只有電吉它，不善表露情感的袁浩，透過彈奏電吉它來宣洩被壓抑的情緒。除了袁喆外，也只有馮尚寧能讓袁浩真心倚賴；兩人如兄弟般的情誼，卻因為周崇蘭意圖勾引馮尚寧，讓袁浩倍感羞憤，離家出走；因為在堤防上失足落水，高苓誤以為他要自殺而救他，因此讓袁浩與高苓相遇。無處可去的他，索性以高額生活費換取棲身之處，雖對高苓頤指氣使，但兩人卻從相互看不順眼，鬥嘴鬥氣到生出情愫。 |
| 袁 喆  | 吳佩慈 | 浩瀚建設公司公主 袁瀚生的長女，美麗大方，外表瀟灑不羈，內心其實頗為脆弱，習慣用落跑來逃避現實。雖然疼愛同父異母的弟弟-袁浩，但是高中畢業那年，因為看不慣繼母-周崇蘭的作為，一氣之下跑到紐約修習藝術，這些年來她靠著努力不懈，如今也算是被看好的藝術家。袁喆接到父親罹患嚴重精神官能疾病的通知後，匆匆束裝返國，沒想到一回國就面臨企業中的鬥爭，毫無商場經驗的她束手無策。高中時袁喆就喜歡馮尚寧，在尚寧家道中落時介紹給父親，希望父親能助他完成學業，後來她發現尚寧是一個對愛情冷感的人，即便父親一頭熱地認定尚寧為未來的女婿，但其實袁喆自己很清楚，要尚寧去愛別人，是非常艱難的考驗，殊不知，袁喆熾熱的情感才是溶化馮尚寧的唯一火種。在紐約時，袁喆瞞著家人，和留學生左亞夫在紐約轟轟烈烈的愛過一陣，同居過一段時間，甚至還生下一個兒子，但最終追求自由和夢想的袁喆，還是選擇了她熱愛的藝術，不告而別，和左亞夫父子完全失去聯絡。袁喆回國後，開設了自己的金工工作室，在工作室旁的跆拳道館門口，袁喆遇到了她的兒子冬冬，竟生出一股無以言喻的憐愛，在冬冬的介紹下，她和亞夫再度重逢，這才驚覺自己的兒子竟然長得這麼大了。母愛在她心中首度萌芽，她想要重新學習做一個好母親，彌補她對冬冬的虧欠，但卻遭到亞夫的拒絕，而冬冬也開始排斥這失職的母親…。左亞夫忘不了袁喆不告而別帶給他的傷痛，也忘不了這些年他為了撫養冬冬所付出的艱辛，他說什麼也無法原諒袁喆的背叛，每次見了面，兩人總免不了劍拔弩張的爭吵。 |
| 馮尚寧 | 李 威  | 建築界一顆閃亮璀璨的新星 聰明懂得利用機會的他，從在學時期就是競圖的常勝軍，而在剛剛公佈的另一項國際競圖中，他的設計理念，又再次為大學時代老師的建築事務所奪得勝利。‘建築不是執意的與眾不同，建築應該有足夠的自信和體貼’靠著建築致富的袁瀚生，苦口婆心的勸告意興風發的馮尚寧，希望馮他放棄那個高風險的設計圖，安心留在浩瀚集團。馮尚寧勉為其難的暫時打消辭職的念頭，並不是袁瀚生說服他，而是袁瀚生用來挽留他的浩瀚集團造鎮計畫總監的職銜，讓他心動。建築的每一個細節都需要「秩序」，馮尚寧不止精準的丈量每一張建築圖表，幾何學和應用數學的秩序，也同樣反映在他的日常生活中。馮尚寧自己繪製的人生藍圖只有一個目標：成功！高中時代，馮尚寧的父親在和袁瀚生的商場競爭中，一敗塗地，破產加上訴訟，讓馮父最終選擇了自殺，而馮母遭此嚴重的打擊，求生意志完全喪失，不久後也抑鬱以終，留下馮尚寧和童年時因為他的疏忽導致失聰的弟弟馮尚羽。用心侍奉母親，想要好好照顧母親下半生，母親卻毫不領情的任生命枯萎；半工半讀想給弟弟馮尚羽一個好生活，馮尚羽卻因為受不了馮尚寧因為過度關心給他的壓力，加上不諒解馮尚寧居然願意接受袁瀚生的幫助，選擇不告而別。連續遭到親人的背叛，為了家庭，完全犧牲了青少年時期所有娛樂的馮尚寧，全心全意的付出，換回的卻是一無所有，他告訴自己，武裝起來，不再浪費任何時間在‘愛’‘情’和‘家庭’這些無謂的事情上，父親生意失敗時全家的落魄，也深印在馮尚寧的腦海中…他絕不重蹈覆轍，他絕不做人生的loser！袁喆是馮尚寧的高中同學，從不避諱自己喜愛馮尚寧的心意，大家都知道袁喆是浩瀚的公主，馮尚寧的好友梁亦誠因此幫他取了一個‘駙馬爺’的綽號。馮尚寧的生活壓力，袁喆看在眼裡，為了幫助他，袁喆把馮尚寧介紹給袁瀚生，讓馮尚寧擔任袁喆同父異母的弟弟袁浩的家教。袁瀚生提供了馮尚寧足夠安心讀建築系的學費生活費，以及優厚家教薪資，在馮尚寧的努力下，孤僻任性的袁浩，不止接納了馮尚寧，甚至還將馮尚寧視為兄長。大學時代，馮尚寧就已經嶄露頭角，特殊造型的建築設計，讓他在好幾次競圖中拿到首獎，馮尚寧對自己的設計才華，有百分之百的信心，少年得志讓他朝成功的路上順利前行，但卻也常在不經意流露出過度的自信。馮尚寧認為自己能夠在競圖中常勝的原因，在於他所篤信的，萬事皆有‘規則’和‘秩序’，而他因為歸納出了‘競圖致勝’的法則，所以無往不利。在生活中，馮尚寧也不斷提醒自己奉行‘規則’和’秩序’，碰到任何事，他都可以歸納出簡單的重點，並希望身邊的人遵循……他完全沒有想到，人生其實是沒有任何規則和秩序的！馮尚寧喜歡搖滾樂，曾用聽搖滾樂來抒發壓力，度過最艱困的時間，到了開始做袁浩家教，馮尚寧為了提升袁浩的學習興趣，經常選一些搖滾樂的歌詞，做為英文的輔助教學，想不到卻因此引發了袁浩對搖滾樂的興趣，放棄了從小學習的鋼琴，開始迷上了電吉他。後來，袁浩的電吉他已經出神入化，兩人的話題還是經常繞著搖滾的話題打轉。由於對‘付出’的懼怕，馮尚寧真正的朋友不多，他習慣一個人聽音樂玩電玩，喜歡以拳擊來抒發自己孤單時的情緒。馮尚寧的人生進行式看來乏味，但內心深處，他並不是那麼冷血的人，袁喆的付出和直接，正一點點打開了潛藏在他內心的溫暖和善良。 |

### 其他演員
| 角色及     | 演員   | 介 紹 |
| 高沅沅     |        | 她是袁浩跟高苓所生女兒 |
| 左以冬（冬冬） |        | 袁喆和左亞夫的兒子 |
| 馮尚羽     | 東明相 | 藝術家、美術設計Soho族 尚寧最疼愛的弟弟，自由投稿的畫家、攝影師，也喜愛塗鴉噴畫。幼年時因為尚寧的疏失，導致耳朵失聰，加上父母相繼去世、家道中落的悲慘遭遇，讓尚羽不喜與人接觸，寧願躲在繪畫的世界裡。剛失聰的時候，尚羽常受鄰居小孩的欺負，雖然尚寧總是會在緊要關頭出現解救，但尚羽因此領悟，身體有殘疾的他一定得要更堅強、更強壯，自此努力學讀唇語，帶助聽器，初見他的人完全察覺不出他任何異狀。不甘示弱及好強的個性，加上過度的自我保護，讓尚羽變成了麻煩製造者，動不動就與人起衝突。尚寧三天兩頭得幫尚羽收拾善後、解決問題，尚寧為此很是煩憂。因為內疚，尚寧幾乎不給尚羽任何遭遇危機的空間，總是幫他抵擋一切可能的不順利，這樣的過度保護，讓尚羽感受到更大的壓抑，而當尚？為了賺錢，接受袁瀚生聘為家教的工作，更讓尚羽不能諒解，在他心中，父親自殺是因為在商場上被袁瀚生踩扁的結果，尚寧等於是跟仇家和解，兄弟倆的衝突越演越烈，最後尚羽不告而別。後來的歲月中，尚羽只有在闖了無法解決的大禍時，才會出現找尚寧幫忙，而尚寧只有從父母的靈前，尚羽定期供俸的花，知道他始終都好好的活在某個角落。某天，尚羽在為幼稚園圖繪外牆的兼差工作中，認識了古靈精怪的沅沅，沅沅一眼道出尚羽隱藏在圖畫中的心聲，讓尚羽很是詫異，也因此和沅沅成了忘年之交，並進而走進了高家，也讓高苓走進了自己的生活。當尚羽發現自己的哥哥馮尚寧也喜歡高苓時，蟄伏在尚羽心中已久的忌妒心開始蠢蠢欲動…尚羽告訴自己，高苓應該是屬於他的，他決計不顧一切跟哥哥爭奪高苓，但尚羽萬萬沒想到，四年前一場意外中，尚羽不小心引起的某場車禍，受害者竟是……。 |
| 梁亦誠     | 白吉勝 | 浩瀚集團建築開發部職員 風趣幽默識時務，唯一的缺點就是碰到美女就無法自制。尚寧的同學，生就一張斯文俊俏的小白臉，再加上一開口就能把女人哄得暈頭轉向的本事，讓他在女人堆中所向披靡，無往不利。梁亦誠最大的嗜好就是收集各種類型的女朋友，說穿了便是「把妹」，他從不諱言自己是個用下半身思考的動物，不相信世上有真正的愛情。他號稱和馮尚寧穿一條褲子長大，人生的最大目標是能過著不勞而獲的生活，因為高中時和袁喆馮、尚寧同學，完全瞭悉袁喆的心意，因此一心希望好友馮尚寧能成為駙馬爺。因為工作關係，亦誠和家敏相識了，家敏的性感大膽讓他誤以為可以跟她「玩玩」，當五名穿著黑西裝，戴著墨鏡的彪型大漢站在他面前時，他才知道這回玩過頭了！在五個黑道哥哥的威脅下，梁亦誠被迫學做居家小男人，臣服在毛家敏的氣焰下，兩個人成了一對有趣的歡喜冤家。 |
| 袁瀚生     | 傅 雷  | 浩瀚集團總裁 是袁喆、袁浩的父親；精明睿智、工於心計的企業家。年輕時因忙於擴張事業版圖，忽略了家庭，導致年輕的嬌妻不安於室，子女遠離，這才警覺到自己的人生有多麼失敗。雖然與袁浩的關係並不親近，但始終希望兒子能順利接手他的建築事業，在袁喆的請託下，袁瀚生認識了極具建築才華的馮尚寧，也一心希望袁喆能和馮尚寧結為夫妻，他也能順理成章把尚寧列為接班人選。由於自己的獨斷發生差錯，瀚生無法釋然，而罹患了嚴重的憂鬱症，幾年後的浩瀚，已經搖搖欲墜，此時，馮尚寧發現高苓的女兒，是袁家的後代，又讓袁瀚生重新找到生機，他要把孫女找回來…。 |
| 周崇蘭     | 陳 誼  | 瀚生繼室，學歷不高，但心機頗深，再加上擁有一張美的叫人怦然心動的容貌和玲瓏有緻的身段，當年很快就擄獲了比她大20多歲的瀚生，飛上枝頭做了鳳凰。婚後不久，崇蘭不負眾望生下一子～袁浩，瀚生喜出望外，對她更是寵愛有加，母憑子貴的崇蘭恃寵而驕，氣走了袁喆不說，還想染指浩瀚集團的事業版圖，瀚生看穿了她的貪得無饜，不再像以前那樣疼愛她，時常藉故加班留在公司徹夜不歸，風華正茂的崇蘭不甘心獨守空閨，經常在外招蜂引蝶，並哄著看穿母親面貌的袁浩，不准聲張。當袁喆介紹馮尚寧給父親後，崇蘭就無法自拔的愛上了這個比她小一截的大男孩，她明白袁瀚生十分倚重馮尚寧，便企圖用美色來勾引尚寧，或許能更鞏固袁浩的地位，不料卻遭到尚寧冷峻的拒絕，也因此舉更遭到袁浩的鄙視，母子關係就此決裂；之後甚至為了斬斷袁浩與高苓的關係，不惜將兒子軟禁，怎麼也想不到袁浩在馮尚寧的幫助下逃走後，竟發生意料之外的事情，失去能掌控浩瀚集團的希望，周崇蘭惶惶不安，決定憑自己的力量奪回失去的一切....... |
| 左亞夫     | 陳宇凡 | 左岸空間規劃工作室的老闆 性格散漫，隨意任性，公司隨時都處在發不出薪水的危機中。四年多前亞夫放棄即將到手的碩士學位，突然回到台灣，身邊還帶著不到半歲的兒子冬冬，他把兒子丟給住在鄉下的母親，卻從來不提兒子的媽媽是誰。直到兩年前母親去世，才把冬冬接回到身邊，開始學習共同生活，雙方因此產生了許多衝突和誤會。為了照顧冬冬，左亞夫不得不離開原來的公司，自行創業，以增加時間彈性，但誰也沒想到，在大公司羽翼下長袖善舞的他，卻是個不善經營的糊塗老闆。因為太過於自我，左亞夫從不肯向客戶妥協，又因散漫隨性，經常搞砸了公司已經接下的案子，公司營運狀況差，令左亞夫大感挫折，而每當遇到挫折，他就召集員工宣布公司即將倒閉，這種固定的行為模式每次都惹來手下毛家敏的一頓臭罵，不過也是在她的奔走下，公司雖一直處於虧損的狀態，每個月卻又都有驚無險的低空渡過。亞夫從媒體上得知冬冬的母親～袁喆回到台灣，心中頗不是滋味，他小心翼翼不想再碰到她，但是命運偏偏要和他開玩笑……。這些年來，亞夫從來不曾忘記過袁喆，再次相遇，他雖然表現的滿不在乎，甚至蠻橫無理的阻止冬冬和她見面，但午夜夢回，在面對自己時，他又總是低喟愁悵，藉酒澆愁，卡在他與袁喆中間的馮尚寧，也因而不斷成為兩人誤會的導火線……。 |
| 毛家敏     | 路嘉欣 | 左岸空間規劃工作室的業務經理 豪爽直率，和心地善良卻個性迷糊的高苓一見如故，成為無話不說的姊妹淘。外表是個打扮前衛開放，美豔嬌媚的都會女性，骨子裏卻是個不折不扣的「男人婆」，喜歡用武力解決一切。習慣說否定句，例如說，「我最討厭……」、「我最不喜歡……」，因此更讓人覺得她兇悍不好欺負。毛家敏生長在一個黑道家族，父親是黑道老大，她則是排行在五個哥哥之後的老么，身為家中的掌上明珠，家敏倍受嬌寵，連五個哥哥也得看她的臉色行事，她生平最討厭用情不專的花心男，這也是她願意容忍亞夫的唯一原因，畢竟這麼多年過去了，雖然左亞夫對毛家敏好像興趣也不大，但至少從沒見他交過什麼女朋友，毛家敏自認還是充滿希望的候選人。家敏和亞夫曾在同一家公司服務，對亞夫的才華佩服的五体投地，當亞夫為了照顧兒子打算自行創業時，她不聽別人的警告，二話不說就離開了公司，陪著亞夫一塊出來打拚。可是沒過多久，家敏就認清了左亞夫的真面目，發現他除了才氣外，骨子裡根本就是個沒有太大責任心的臭男人，但為了賭一口氣，她不得不扛下公司的生計，張羅公司所有的資金運轉。毛家敏是個標準的「大女人主義」者，開口閉口都是女男平等，當她遇到以花花公子自居的梁亦誠時，她立誓要讓這個「人渣」嚐到苦頭，想不到不打不相識的一對男女，最後竟成為一對歡喜冤家。 |

## 原聲帶
曲目：
1. Rain & Tears（片頭曲）（白吉勝）（原Rain & Tears）
2. 紅色警戒（白吉勝&林道遠）
3. 多虧有你（陳宇凡&路嘉欣）
4. 小草的夢想（預告插曲）（蔡佳瑩）

### 片頭曲
妳離開我的那一天（原Rain & Tears）（片頭曲）（白吉勝）

### 片尾曲
多虧有你（陳宇凡&路嘉欣）

## 製作團隊
台灣星勢力娛樂股份有限公司

## 外部連結
- 台視《協奏曲》官方網站 （页面存档备份，存于）

## 作品的變遷
| 台視 週一至週四 22:00 - 23:00          | 台視 週一至週四 22:00 - 23:00                 | 台視 週一至週四 22:00 - 23:00 |
| -------------------------------------- | --------------------------------------------- | ----------------------------- |
|                                        | 協奏曲 （2009.01.28 - 2009.03.10）            |                               |
| 幸福的抉擇 （2008.12.22 - 2009.01.27） | 波麗士大人 (重播) （2009.03.11 - 2009.06.02） |                               |

| 公視HD台 週一至週五 22:00 - 23:00      | 公視HD台 週一至週五 22:00 - 23:00  | 公視HD台 週一至週五 22:00 - 23:00 |
| -------------------------------------- | ---------------------------------- | --------------------------------- |
|                                        | 協奏曲 （2009.02.10 - 2009.03.12） |                                   |
| 這三個女人 （2009.01.05 - 2009.02.09） | 籃球火 （2009.03.13 - 2009.04.15） |                                   |